# Ewa Ljungdahl
Denna artikel handlar om arkeologen Ewa Ljungdahl. För bildkonstnären Eva Ljungdahl, se Eva Ljungdahl
Ewa Ljungdahl, född 10 april 1951 i Östersunds församling, Jämtlands län, är en svensk arkeolog och författare, med samisk historia som specialitet.
Ewa Ljungdahl växte upp i Östersund och utbildade sig i arkeologi på Mittuniversitetet, med en magisterexamen. Hon har arbetat på Länsstyrelsen i Jämtlands län, på Svenska Samernas Riksförbund, och sedan 2000-talet på Gaaltije, sydsamiskt kulturcentrum i Östersund. 
Hon fick 2018 Svenska Samernas Riksförbunds hederspris för "hennes mångåriga och ovärderliga insatser inom arkeologi och kulturhistoria, vilket starkt bidragit till att synliggöra den samiska närvaron i Jämtlands län".